# Chelostoma orientale
Chelostoma orientale är en biart som beskrevs av August Schletterer 1890. Chelostoma orientale ingår i släktet blomsovarbin, och familjen buksamlarbin. Inga underarter finns listade i Catalogue of Life.